# Sand-Creek-Massaker

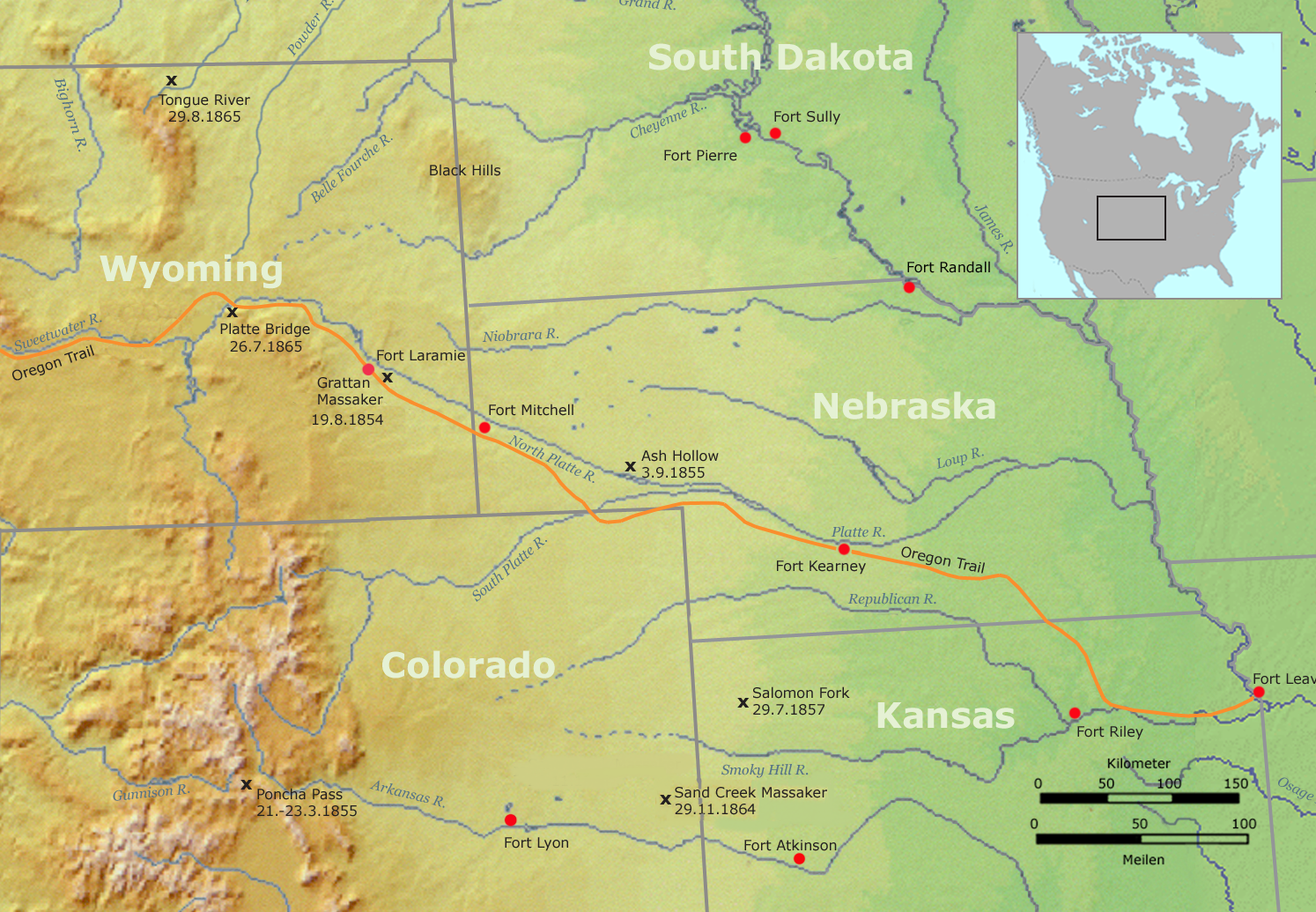
Schauplatz des Sand-Creek-Massakers in Colorado und anderer Gefechte zwischen 1850 und 1865

Das Sand-Creek-Massaker, auch Chivington-Massaker, vom 29. November 1864 war ein Massaker an Cheyenne und einigen Angehörigen der Arapaho, die sich in einem Winterlager im damaligen Colorado-Territorium befanden. Es wurde durch rund 600 Angehörige der 3. und 1. Kavallerie-Regimenter der Colorado National Guard unter Oberst John M. Chivington verübt. Während des Massakers wurden 133 Indianer getötet; die meisten Opfer waren Frauen und Kinder.
Das Massaker führte zu umfangreichen Untersuchungen des US-Kriegsministeriums und des US-Kongresses. Chivington wird darin als Kriegsverbrecher identifiziert: „Er plante und führte vorsätzlich ein bösartiges und niederträchtiges Massaker, das die übelsten Wilden unter denjenigen entehrt hätte, die seine Opfer wurden.“

## Hintergrund

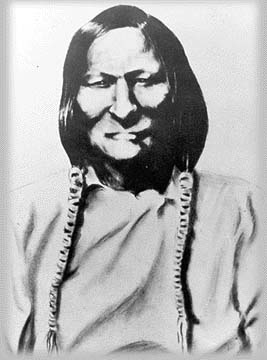
Häuptling Black Kettle überlebte das Sand-Creek-Massaker. Er wurde vier Jahre später bei einem weiteren Massaker am Washita River ermordet.

Während des Sezessionskrieges waren die regulären Truppen des US-Heeres aus dem Westen der Vereinigten Staaten abgezogen worden. An ihrer Stelle wurden Kavallerieverbände, bestehend aus mindestens 90-Tage-Freiwilligen, aufgestellt. Diesen Kurzdienern mangelte es häufig sowohl an Ausbildung als auch an Disziplin. John M. Chivington war ein methodistischer Prediger und Miliz-Offizier. 1862 war er auf Seiten der Union an der Abwehr des konföderierten New-Mexico-Feldzugs in der Schlacht am Glorieta-Pass beteiligt, in der er den entscheidenden Angriff auf den Tross der Konföderierten führte. Er wurde dafür zum Oberst befördert und zum Kommandeur des Verteidigungsbezirks Colorado ernannt. Ebenfalls 1862 eskalierten die Indianerkriege in den Great Plains, weshalb immer mehr Prärie-Indianer nach Westen gedrängt wurden. Dadurch stieg der Druck auf die Gebiete in den High Plains östlich der Rocky Mountains stark an. Dort war im Rahmen eines Goldrausches die Stadt Denver gegründet worden. In ihrem Umfeld kam es mehrfach zu Konflikten zwischen den eingedrungenen Siedlern und den Indianern, vor allem den Cheyenne. 1863 unterbrachen die Kämpfe auf den Prärien die Postkutschen-Verbindungen nach Denver, wodurch die Preise aller Güter stiegen.
Die Cheyenne und einige Arapaho waren wegen des besonders harschen Winters 1864 nicht in ihre traditionellen Winterlager gezogen, sondern ließen sich zunächst beim Fort Lyon nieder. Als sie aufgrund neuer Befehle von dort vertrieben wurden, zogen sie unter dem an Friedensverhandlungen beteiligten und mit dem Heer gut vertrauten Häuptling Black Kettle rund 60 km nach Osten an den Big Sandy Creek, einen Zufluss des Arkansas.

## Ablauf
Am Morgen des 29. November 1864 überfiel der Verband, der zunächst aus dem 3. Colorado-Kavallerie-Regiment inklusive zweier Gebirgshaubitzen bestand und in Fort Lyon durch eine Kompanie des 1. Colorado-Kavallerie-Regiments verstärkt wurde, das Indianerdorf. Hauptmann Silas Soule, der Kompaniechef der Kompanie aus Fort Lyon, weigerte sich, dem Befehl Chivingtons Folge zu leisten, und beteiligte sich mit seiner Kompanie nicht an dem Massaker an den Indianern. Chivington gab später an, bei dem Massaker seien zwischen 400 und 500 Indianer getötet worden. Das war eine Übertreibung. Eine nach dem Massaker durchgeführte Zählung der Leichen ergab, dass 28 Männer sowie 105 Frauen und Kinder umgebracht worden waren. Unter den Toten befanden sich die Häuptlinge White Antelope, Standing in the Water und War Bonnet. Zu den Überlebenden auf Seiten der Cheyenne zählte auch George Bent, ein Mestize, der sich nur kurz in dem Lager aufhielt. Auf der Seite der Angreifer starben neun Soldaten und 38 wurden verwundet, die meisten durch Eigenbeschuss.

### Augenzeugenberichte über das Massaker

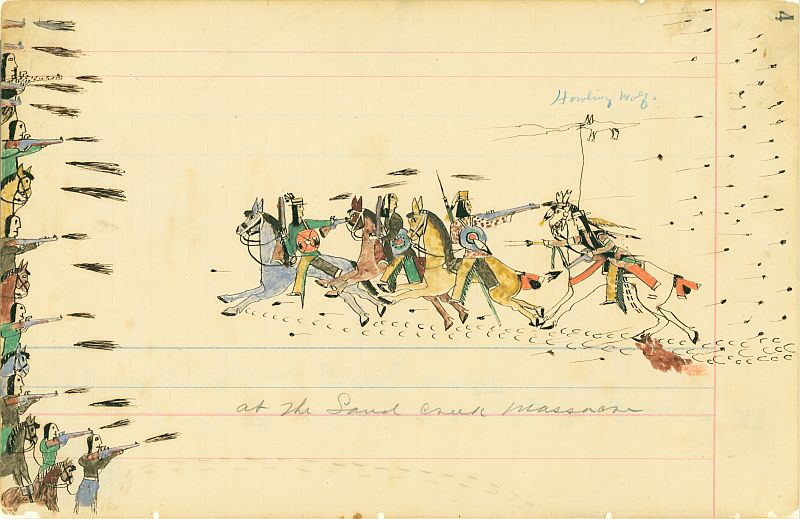
Zeichnung von Howling Wolf (Cheyenne), Augenzeuge des Massakers, entstanden um 1875

Die Ermittlungen des Kriegsministeriums brachten Augenzeugenberichte verschiedener Beteiligter und Überlebender an die Öffentlichkeit. Trotz vieler Widersprüche ergab sich ein Gesamtbild.
Im Morgengrauen näherte sich die Kavallerie im schnellen Trab dem Camp, woraufhin die Indianer erwachten und sehr viele in chaotischer Flucht das Lager in alle Himmelsrichtungen verließen. In dem Lager befanden sich zum Angriffszeitpunkt etwa 700 Menschen, darunter aber nur etwa drei Dutzend Krieger, die weitaus meisten Männer waren auf der Jagd. Häuptling Black Kettle hisste sofort und deutlich sichtbar vor seinem Wigwam die amerikanische Fahne, denn Oberst Alfred B. Greenwood hatte ihm bei den vorangegangenen Friedensverhandlungen versichert, dass kein Soldat auf Indianer schießen würde, die sich unter diesem Banner versammeln würden. Einige hundert Frauen und Kinder folgten diesem Ratschlag. Black Kettle hisste zusätzlich noch eine weiße Fahne, um die Friedfertigkeit seiner Absicht zu signalisieren.
Der 75-jährige White Antelope lief mit ausgebreiteten Armen den Anreitenden entgegen und rief in deutlich zu vernehmender englischer Sprache: „Stop! Stop!“ Er wurde von mehreren Kugeln getroffen und verblutete.
Zahlreiche Frauen und Kinder suchten daraufhin Schutz hinter einem Erdwall, zum Zeichen ihrer friedlichen Absicht schickten sie ein etwa sechsjähriges Mädchen mit einer weißen Fahne hinaus. Das Kind wurde sofort niedergeschossen, allen hinter dem Erdwall befindlichen unbewaffneten Menschen erging es ebenso. Einige Frauen wurden mit dem Säbel zerstückelt und einem langsamen Sterben überlassen. Alle Opfer wurden entsetzlich verstümmelt. Einer schwangeren Frau wurde ihr Bauch aufgeschnitten und ihr Kind herausgerissen.
Frauen, Männern und sogar Kindern wurden ihre Geschlechtsteile mit Messern entfernt – aus der Haut abgeschnittener Brüste fertigten sich die Mörder Tabakbeutel (Augenzeugenbericht Robert Bent), einige Milizionäre spannten Vaginen über ihre Sattelknäufe oder auch über ihre Hüte (Augenzeugenbericht Leutnant James D. Cannon). Einige der Frauen wurden vor ihrer Ermordung vergewaltigt. Sterbende und Tote wurden skalpiert. Bent fügte noch hinzu, dass die Angreifer betrunken gewesen seien und es viele Überlebende gegeben habe, weil die Treffsicherheit der Schützen mangelhaft gewesen sei.

### Reaktionen auf das Massaker
Als die Öffentlichkeit im amerikanischen Osten die Augenzeugenberichte vernahm, reagierte sie hochgradig schockiert. Zeitungen berichteten wochenlang ausführlich über das Massaker und einige Medien stellten nachfolgend auch eigene Ermittlungen an. Aufgrund der Reaktion der Bevölkerung und der Presse entschied das Kriegsministerium der Vereinigten Staaten, die Rolle Chivingtons in diesem Zusammenhang näher zu untersuchen. Hauptmann Silas Soule erklärte sich bereit, gegen Chivington auszusagen. Kurz nach seiner umfangreichen, sehr belastenden Aussage wurde Soule von einem Teilnehmer des Massakers ermordet. Beweise für eine Beteiligung Chivingtons gab es nicht. Chivington wurden in der Untersuchung erhebliche Falschaussagen nachgewiesen und er wurde letztendlich für das Massenmorden als Hauptverantwortlicher ausgemacht. Da seine Dienstzeit aber während dieser Untersuchungen endete, trat er ungestraft in das Zivilleben über und wurde später niemals vor einem ordentlichen Gericht zur Verantwortung gezogen.
Nach dem Massaker beschlossen Überlebende des Massakers, aber auch andere Angehörige von den Stämmen der Cheyenne und Arapaho einen Rachefeldzug, der als Julesburg Raids bekannt wurde. Verstärkt wurden diese von Sioux, vor allem von den Völkern der Oglala und der Brulé-Lakota. Anfang Januar erreichten etwa 1000 Krieger der kombinierten Völker Fort Ratkin und die Postkutschen-Station Julesburg im äußersten Nordosten Colorados, heute im Sedgwick County (Colorado). Sie lockten die Soldaten des Forts in einen Hinterhalt und töteten etwa 45 von ihnen. Mitte des Monats zogen rund 500 Krieger durch das Gebiet am South Platte River und überfielen Ranchs, Poststellen, Wagenzüge und zerstörten die Telegraphenleitung. Am 28. Januar überfielen und plünderten sie den Ort Julesburg, am 2. Februar sammelten sich erneut etwa 1000 Krieger für einen Überfall auf Fort Rankin. Als dieser misslang, zogen sie noch einmal nach Julesburg, plünderten die Siedlung erneut und setzten die Häuser in Brand.

## Gedenken

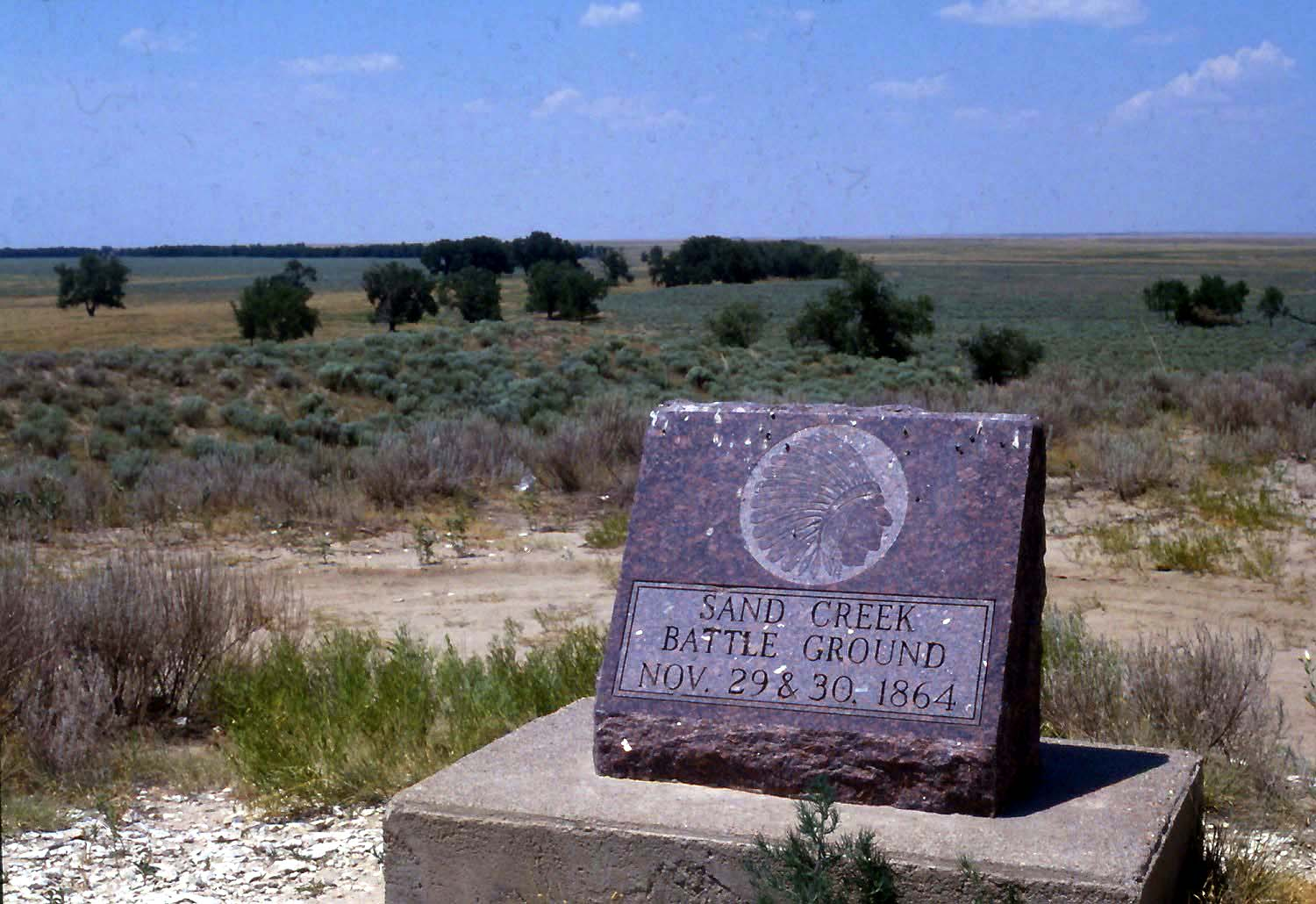
Gedenktafel an der Sand Creek Massacre National Historic Site

Das Massaker von Sand Creek gilt als eines der brutalsten der Indianerkriege. Im Jahr 2000 veranlasste der Kongress der Vereinigten Staaten die Gründung einer Gedenkstätte am Ort des Massakers. Es dauerte bis 2007, bis die Sand Creek Massacre National Historic Site unter der Verwaltung des National Park Service formal gewidmet werden konnte. Die Gedenkstätte hat bislang nur rudimentäre Einrichtungen. Es gibt eine mit Rangern besetzte Kontaktstelle, aber kein Besucherzentrum und keine touristische Infrastruktur.

## Medien
- Das Wiegenlied vom Totschlag (1970)
- Blutsbrüder (1975)
- TV-Serie Into the West – In den Westen (2005)
- Lied "Fiume Sand Creek" von Fabrizio De André